# Las Vegas Raiders
A Las Vegas Raiders egy amerikaifutball-csapat az USA-ban. Székhelye a nevadai Paradiseban, Las Vegas közelében található. Az NFL AFC West csoportjának tagjai. A Raiders 1960-ban kezdte meg működését az NFL rivális ligájában, az American Football League-ben. A csapat egyszer nyerte meg az AFL-t, háromszor pedig a Super Bowl-t.
A csapat székhelye 1982-ig Oakland volt, majd 1982-ben a csapat átköltözött Los Angeles-be, ahol 1995-ig maradtak, ekkor visszatették székhelyüket Oaklandbe. 2020-ban költözött tovább a Raiders Las Vegasba.

## Története

### Kezdeti nehézségek (1960–1962)
1959-ben az AFL 8. tagjának egy új minneapolisi csapatot szántak, de ők hónapokkal az első draft előtt inkább az NFL ajánlatát fogadták el, és a régebbi ligához csatlakoztak (ld. Minnesota Vikings).
Oakland nem tűnt alkalmasnak egy profi futballcsapat létrehozására, mivel egyrészt a város nem is kérte, hogy alapíthasson csapatot, másrészt Oaklandben nem is volt megfelelő stadion profi futballmérkőzések lebonyolítására. Az sem elhanyagolandó tény, hogy a Bay Area körzetnek már volt egy sikeres NFL csapata, a San Francisco 49ers. Hogy mégis Oakland kapta a jogot, annak az az oka, hogy a Los Angeles Chargers elnöke, Barron Hilton azzal fenyegetőzött, hogy otthagyja a csapatát, ha a nyugati parton nem hoznak létre egy második csapatot. Emiatt hivatalosan 1960. január 30-án Oakland kapta meg a nyolcadik AFL csapatot.
Hamar megalakult egy tulajdonosi csoport, és a helyi újságban kiírtak egy szavazást a csapat nevére nézve. A szavazásban az első a Oakland Senors lett, de néhány hét elteltével a tulajdonosok inkább a szavazásban harmadik Raiders nevet választották. Ennek oka az, hogy a csapat, és a vezetőség gúnyolódások céltáblájává vált a név miatt. Mindazonáltal az NFL hivatalos honlapja szerint nem volt (legalábbis kétséges) semmilyen szavazás, és a Raiders név ismeretlen forrásból származik, de a honlap szerint a legvalószínűbb az, hogy a név a tulajdonos Chet Soda, és vezetőség agyszüleménye volt .
A Raiders első három éve katasztrofálisan alakult. A győzelem-vereség-döntetlen mutatójuk a cseppet sem biztató 9-33-0 volt. Az 1962-es bajnokság különösen siralmas volt, ekkor szégyenteljes 1-13-as mutatót sikerült elérniük. A gyenge játékhoz hozzájárult még az is, hogy nem volt saját stadionjuk, és kénytelenek voltak a San Franciscó-i Kezar Stadionban, a Candlestick Parkban, illetve egy ideiglenes oaklandi stadionban, a Frank Youell Fielden játszani. A nézőszám a meglehetősen alacsony 11 000-es átlag körül mozgott.

### A legnagyobb sikerek (1963–1981)
1963-ban fordulat állt be, mikor a mindössze 33 éves Al Davist, a Chargers addigi segédedzőjét szerződtették vezetőedzőnek, illetve elnöknek. A Raiders első pozitív mérlegű szezonját produkálta, 10-4-es eredményt elérve. Al Davist az év edzőjének választották az AFL-ben. Davis a Raiders fő vezetője lett (bár teljes részesedést csak 1972-ben szerzett), és a mai napig ő a „fő-Raider”, mindössze 1966-ban hagyta el rövid időre a csapatot, mikor az AFL elnöke lett. Nagyrészt az ő tevékenységének köszönhető, hogy az AFL, és az NFL egyesült, bár nem minden alakult a szájíze szerint. Ő leginkább két, jórészt független ligát képzelt el, közös drafttal, és egy nagydöntővel, ahol a ligák győztesei egy nagydöntőben csapnak össze.
1967-ben a csapat megnyerte az AFL-t, de a Super Bowl II-n 14-33-as vereséget szenvedtek a Vince Lombardi irányította Green Bay Packerstől. 1968-ban, 1969-ben is bejutottak az AFL döntőjébe, de ott mindkétszer kikaptak a későbbi Super Bowl győztestől. Ezek a New York Jets, és a Kansas City Chiefs voltak. Az 1970-es ligaegyesítéskor a Raiders az AFC nyugati csoportjába került.
1970-ben a legendás John Madden lett a csapat vezetőedzője, és ezzel eljött a Raiders legsikeresebb korszaka. Az 1976-os év elhozta az első Super Bowl győzelmet a franchise számára, ekkor az alapszakaszt 13-1-es eredménnyel zárták. Az AFC bajnoki döntőn a Pittsburgh Steelers-sel kerültek szembe, akiket 24-7-re legyőztek. A Super Bowl XI-en a Minnesota Vikings-szel kerültek szembe, majd diadalmaskodtak 32-14-re.
Madden 1979-ben hagyta el a csapatot, utódja az a Tom Flores lett, akit széles körben az első hispán vezetőedzőnek tartanak az NFL történetében. A vezetésével nyerte meg a csapat a Super Bowl XV-öt 1980-ban, ellenfelük a Philadelphia Eagles volt. Ezzel ők lettek az első csapat, akik „wild carddal” jutottak be a rájátszásba (vagyis nem csoportgyőztesként), és megnyerték a Super Bowlt.

### Los Angeles Raiders (1982–1994)
A csapat utolsó oaklandi szezonjában (1981) a csoport utolsó helyén végzett, erre 1962 óta nem volt példa. Mivel Davis többszöri próbálkozásai ellenére sem bővítették a csapat stadionját, a Coliseumot, úgy döntött, hogy átköltözteti a csapatot Los Angelesbe. A második LA-i szezonjuk végén megnyerték a Super Bowl XVIII-at. A döntőn megalázó 38-9-es vereséget mértek a Washington Redskins csapatára. Ez a csapat eddigi utolsó Super Bowl győzelme.
1987-ben draftolták Bo Jacksont, aki azon kevés amerikai sportolók egyike, akik két ún. major sportban (baseball, amerikai futball) is a legmagasabb szinten játszottak. Jacksont már előző évben draftolta a Tampa Bay Buccaneers, de akkor nem akart futballozni, inkább a baseballra koncentrált. Egy évre rá úgy döntött, hogy „csak hobbiból” újra focizni akar. Al Davis annyira túlajnározta a játékost, hogy ez hatalmas feszültséget teremtett közte, és a legendás Raiders running back, Marcus Allen között. Később Allen távozott a Kansas City Chiefs együttesébe. Jackson 4 éves NFL pályafutása alatt felállított egy máig fennálló rekordot, mikor 1987. november 30-án 221 yardot futott egy Monday Night Football mérkőzésen a Seattle Seahawks ellen. Ez azóta is rekord a Monday Night Football meccsek történetében.
1989-ben Davis kirúgta Mike Shanahan vezetőedzőt (jelenleg a Washington Redskins vezetőedzője), és helyére a volt falember Art Shellt szerződtette. Shell volt az első afroamerikai vezetőedző az NFL-ben. Ezzel Davis kétszeresen is úttörő volt, hiszen az első hispán/latino vezetőedzőt is ő alkalmazta.
Az 1990-es bajnokságon az AFC konferenciadöntőjén súlyos 51-3-as vereséget szenvedett a csapat. Ezzel volt a nyitánya a 90-es évekbeli jóval halványabb eredményeknek. Ebben az évtizedben összesen 3-szor sikerült a csapatnak bejutni a rájátszásba.

### Visszatérés Oaklandbe (1995–2019)
1995. június 23-án a Raiders hivatalosan is visszatért Oaklandbe. Az első szezon a régi otthonban nagyszerűen indult, 8-2-es mutatóval álltak, mikor irányítójuk, Jeff Hostetler megsérült. Ez mélyen megrendítette a csapatot, és a maradék 6 mérkőzést mind elveszítették, így nem jutottak be a rájátszásba.
A 2000-es szezon a sokévi küszködés után remekül sikerült, bejutottak az AFC döntőjébe, ahol viszont a későbbi Super Bowl győztes Baltimore Ravens 16-3-ra legyőzte őket. A 2001-es bajnokságban ismét bejutottak a rájátszásba, de ekkor erős hóesésben már a Divisional Playoffs fordulóban kikaptak, szintén a később a Super Bowlt megnyerő New England Patriots-tól. Ez a mérkőzés a hosszabbításban dőlt el, és a szurkolók körében a mai napig vita tárgyát képezi. Ennek oka az, hogy a mérkőzés vége előtt 2 perccel, mikor a Raiders 13-10-re vezetett, Charles Woodson, a feketék cornerbackje kiütötte Tom Brady, a Patriots irányítójának kezéből a labdát. Az eset fumble-nek tűnt, és a szabad labdát a Raiders kaparintotta meg. Mivel kevesebb, mint két perc volt hátra, a bírók „hivatalból” visszanézték az esetet, és úgy határoztak, hogy az ún. "Tuck Rule" értelmében Brady passzt kísérelt meg, nem elejtette a labdát, ezért az nem volt szabad labda. A Patriots visszakapta a labdát, és a meccs vége előtt 27 másodperccel egy mezőnygóllal egyenlítettek, majd a hosszabbításban megnyerték a meccset. Erre a mérkőzésre „Snow Bowl”, illetve a „Tuck” néven szoktak hivatkozni, és mára az NFL klasszikus csatái között tartják számon.
Egy évvel később bejutottak a Super Bowl-ba, ahol a másik „kalózós” csapat a Tampa Bay Buccaneers győzte le őket. Ironikus, hogy pont volt edzőjük, Jon Gruden irányította a Tampát, akit a szezon elején adtak el (szó szerint, pénzért, és draftjogért) nekik. A Raiders a Super Bowl-vereség után komoly zuhanórepülésbe kezdett, a legjobb mérlege a csapatnak azóta a 2004-es 5-12 volt.

#### 2006
2006 elején Al Davis, aki 1994-ben kirúgta Art Shellt (és azóta már többször nyilvánosan megbánta e döntését), visszahívta őt, szerződést kínált neki, így ismét Shell irányította a Raiderst. Sokan az ő keményebb, agresszívabb stílusától várták az eredmények javulását. Emellett nagy reményeket fűztek a 2005-ben a Minnesota Vikings-tól megszerzett Randy Moss-hoz, aki amellett, hogy igen excentrikus személyiség, a liga egyik legjobb wide receivere. Bár Moss a 2005-ös bajnokságban gyengébb teljesítményt nyújtott, ez nagyrészt a sok sérülése számlájára írható. Hamar kiderült, hogy az irányító posztján nincs igazán jó játékos, a New Orleans Saints-től érkezett Aaron Brooks, illetve a fiatal Andrew Walter nem igazán tudta pótolni az anyagi okokból elengedett Kerry Collins-t, nem tudtak együttműködni Moss-szal, és a többi elkapóval. A csapat 1964 óta a leggyengébb szezonkezdését produkálta, 2006. október 23-án 1-5-ös mutatóval álltak. Első győzelmüket 6. meccsükön az Arizona Cardinals ellen sikerült begyűjteniük. Ehhez csak egyet sikerült hozzátenni (azt viszont a bajnoki címvédő Pittsburgh Steelers ellen), a csapat az NFL leggyengébbje lett a mutatók alapján. A rossz eredményeket egyértelműen a támadóalakulat gyenge játéka hozta, hiszen a védelem egészen jó volt, főleg a passz ellen, amely statisztikában elsők lettek az NFL alapszakasz végére (a Houston Texans elleni mérkőzésen egészen pontosan -5 (!) passzolt yardot engedélyeztek az ellenfélnek), viszont jellemző az egész szezonra, hogy így is sikerült kikapni. Összesítésben a számadatok alapján a védelem a 3. legjobb lett a ligában, de ez nem tudta ellensúlyozni a totálisan utolsó offense-t. Az alapszakasz végéig úgy tűnt, hogy a csapat a 31. lesz, ezzel a 2007-es drafton a 2. helyen választhat, de a Detroit Lions utolsó fordulóbeli váratlan győzelmével a Dallas Cowboys ellen "átadta" az igen értékes 1/1-es draftjogot a Raidersnek.

#### 2007
Az újévben Art Shellt leváltotta Al Davis a vezetőedzői posztról. Az edzői stáb teljes nagygenerál alatt esett át, szinte mindenhova új arc került. A főedzői posztra a rendkívül fiatal, mindössze 31 éves Lane Kiffint nevezte ki Davis, ő előzőleg a USC egyetem csapatának támadókoordinátorként dolgozott. Édesapja az a Monte Kiffin, aki a Tampa Bay Buccaneers védekező koordinátora, és rendkívül elismert zónavédekezési szakember, többek között az ő nevéhez fűződik a híres "Tampa 2" védekező séma.
A 2007-es év első állomása a draft volt, mely többek egybehangzó véleménye szerint igen jól sikerült. Az 1/1-es választással JaMarcus Russellt, az LSU quarterback-jét választotta a Raiders, akiben hatalmas potenciál rejtőzik. Vele rendkívül későn sikerült szerződést kötnie a csapatnak, csupán az alapszakasz 2. hetében sikerült tető alá hozni a megállapodást, amelynek értelmében Russell minden idők legnagyobb rookie szerződését írta alá, 6 évre 68 millió dollár jár neki. A 2. körben Zach Miller tight end jött az Arizona State egyetemről. A 4. kör legelején kisebb meglepetésre a súlyos sérülése után lábadozó, eredetileg első körbe várt running back, Michael Bush-t húzta be a Raiders, aki a 2007-es szezonban nem jutott szóhoz. A drafthoz kapcsolódik még, hogy a második napon a csapat eladta a sztár WR Randy Moss-t a New England Patriots-nak egy 4. körös draftjogért cserébe, aki óriási szerepet játszott a Pats perfekt, 16-0-s alapszakasz-mutatójának elérésében. A többi csapattal is élénk "kereskedelmet" folytatott a Raiders. A fontosabb igazolások: Jeremy Newberry center a 49ers-től, Josh McCown irányító, és Mike Williams elkapó a Detroit Lions-tól (őt az alapszakasz közepe táján elküldték több kulcsfontosságú szituációban elkövetett hibája miatt), ill. a Colts-szal Super Bowl-t nyert Dominic Rhodes running back. Szabadügynökként érkezett a Vikings korábbi sztárirányítója, Daunte Culpepper, aki 2005-ös térdsérülése óta nem igazán találta a helyét, a gyenge 2006-os teljesítménye után a Dolphins is elküldte.
Bár a szezonban csupán 4 győzelmet sikerült elérni, a támadócsapat komoly fejlődésen ment át, főleg a futójáték volt sikeres, a liga rangsorában 6. lett a csapat a futott yardokat tekintve. Ez főleg az újfajta zónablokkolási rendszernek volt köszönhető, amelyet Alex Gibbs, az Atlantától érkezett O-line edző vezetett be. 3 running back is volt, aki 100 yard fölötti meccset sikerült produkálnia: LaMont Jordan, Justin Fargas, ill. Dominic Rhodes. Főleg Fargas teljesítménye figyelemre méltó, 4 tartalékként, cserepadon eltöltött év után igazán nagyot robbantott, a 4. héten Jordan sérülése után a Dolphins ellen a 2. félidőre beállva 179 yardot futott (ezen a meccsen Culpepper 2 passzolt, és 3 futott TD-vel "köszönt be" korábbi munkaadójának), és a 14. hétre sikerült átlépnie az 1000 yardos álomhatárt a Colts elleni meccsen, ahol viszont nem sokkal ezután sajnálatos módon megsérült a térde, és a maradék 2 meccset ki kellett hagynia.
A védelem viszont sajnálatos módon visszaesett a 2006-os jó évük után, a futás ellen borzalmas gyenge volt a csapat (meccsenként több mint 145 yardos átlagot hoztak az ellenfelek), sokszor elemi hibákat vétettek a védők.
JaMarcus Russell elhúzódó szerződésvitája miatt kihagyta az edzőtábort, ezért csupán az utolsó meccsekre került bevethető állapotba, addig Josh McCown, és Daunte Culpepper voltak a kezdő QB-k. Ezeken még tipikus rookie QB teljesítményt nyújtott, 5 interception mellett 2 TD-t szerzett. A 17. héten a San Diego ellen már kezdett, a szakemberek szerint az itt nyújtott teljesítménye bizakodásra adhat okot a jövőre nézve, bár itt is volt pár komoly hibája.

#### 2008
A 2007-es szezon végén a Raiders fejest ugrott a szabadügynök piacba, és a klub jópár nagy nevet igazolt komoly összegekért. Az érkezők a teljesség igénye nélkül: Javon Walker WR, Kwame Harris LT, Gibril Wilson SS. A kétszeres Pro Bowler DeAngelo Hallt az Atlanta Falcons-tól igazolta a csapat egy csereügylet keretében, egy 2. és egy 5. körös választást adtak át a sólymoknak.
A 2008-as drafton az 1/4-es választással az ezüst-fekete klub a játékosbörze vitán felül legrobbanékonyabb játékosát, Darren McFaddent, az Arkansas running backjét választotta, sokak meglepetését kiváltva ezzel. A Raiders-nek évek óta nem volt olyan jó futójátéka, mint az előző szezonban, az élete formájában lévő Justin Fargas-szal szerződést hosszabbítottak az offseasonben, és rajta kívül is több tehetséges RB volt a rosteren. A választást azzal indokolták, hogy szükség volt egy igazi "playmakerre" az offense-ben, ennek a kritériumnak McFadden minden tekintetben meg is felel. A drafton ezután már csak a 4. körben szállt be újra a Raiders, leginkább special teamereket, és backup játékosokat húztak be.
1-3-as preseason után a szezont a Raiders hazai pályán nyitotta egy hétfő esti mérkőzésen a Denver Broncos ellen. Az AFC West összecsapás hatalmas zakót hozott az Oakland számára, katasztrofális, 41-14-es vereséget szenvedett a Raiders. Már itt megmutatkoztak a jelei annak, hogy Hall nem igazán illik a csapat abszolút emberfogásra épülő sémájába, és az újonc Eddie Royal élete első NFL meccsén 146 elkapott yardot, és 2 TD-t hozott ellene. Ezután egy meggyőző siker következett egy másik AFC West rivális, a Kansas City Chiefs otthonában, majd a következő héten a Buffalo Bills vendégeként sikerült egy egész meccses vezetést "elszórakozni" a 4. negyedben. Ugyanez volt a forgatókönyv a Chargers ellen a Coliseumban, az offense képtelen volt hosszú drive-okat vezetni, és konzerválni a vezetést, és a fáradt defense a mérkőzés végén már nem tudta megállítani a San Diegó-i támadóegységet. A mérkőzést követő kedden egy igen furcsa sajtótájékoztatón jelentette be Al Davis, hogy meneszti Lane Kiffin vezetőedzőt, a helyére Tom Cable addigi OL edző került. Már 2008 januárjában lehetett hallani pletykákat arról, hogy Davis és Kiffin nem igazán jönnek ki jól egymással, és hogy a fiatal HC több ízben is főnöke akarata ellenére cselekedett, így túl nagy meglepetést nem okozott kirúgása. Ezután a mérkőzések általános forgatókönyve az volt, hogy az ellenfél csapata az elején 10-14 pontos vezetésre tett szert, de erre a Raiders offense abszolút semmilyen választ nem tudott adni. A védelem általában állta a sarat, de a teljesen impotens támadójáték a legtöbbször elégtelen volt a győzelmekhez. A legjobban talán a Carolina elleni hazai vereség példázza ezt, a defense 4 interceptiont is szerzett, de hiába, mindössze 2 field goallal sikerült pontot tenni a táblára. A szezon végén sikerült két bizalomkeltő győzelmet begyűjtenie a csapatnak. Az elsőt a Texans ellen, akik rövid történetük legjobb szezonját futva első pozitív mérlegű évükre hajtottak, de a Raiders elleni vereség bebiztosította, hogy erre leghamarabb 2009-ben kerülhet sor. A szezonzáró mérkőzésen a rájátszásért küzdő Tampa Bay-t sikerült két vállra fektetniük Russelléknek. A Raiders 5-11-es rekorddal zárta a szezont, sorozatban a hatodik 10-nél több vereséggel záruló év ez az ezüst-feketéknél, ezzel együtt hat év óta először nem végzett a csapat az utolsó helyen a csoportban. A szezonban a rengeteg negatívum mellett több figyelemreméltó esemény is történt. Sebastian Janikowski a Raiders történetének legtöbb pontot szerző játékosává vált, a rúgójátékos a 7. héten franchise, és all-time hosszabbítás rekord győztes, 58 yardos mezőnygólt rúgott be a Jets ellen. A csapat 5 special team TD-t szerzett, Johnnie Lee Higgins 3 punt return, míg a szezon közben igazolt Justin Miller 2 kickoff return TD-t ért el, ez franchise rekord.
Az év végi szavazásoknál két oaklandi játékos magaslott ki, Nnamdi Asomugha CB, és Shane Lechler P All-Pro és Pro Bowl választottak lettek.

### Las Vegas Raiders
A 2015-ös szezon során felröppentek pletykák, hogy a Raiders (a Rams és a Chargers csapatához hasonlóan) költözni szeretne, és Los Angeles neve merült fel célpontként, ahol a Raiders korábban 12 évig játszott. Végül 2016-ban a Rams és 2017-ben a Chargers költözött oda. A Raiders azonban továbbra is a távozás gondolatával játszott, hiszen az oaklandi pálya korszerűtlennek bizonyult, és a felújítását a város nem támogatta. 2017 januárjában adta be a Raiders hivatalosan a Nevadába való költözési papírokat, melyet 2017 márciusában el is fogadott a liga. A megállapodás szerint a 2017-es és 2018-as szezont még Oaklandben töltötte volna a csapat, és 2019-ben, az új stadion átadásával költözött volna a Raiders Las Vegasba. Az új Allegiant Stadium azonban csak 2020-ra készült el, így a 2019-es szezonra stadiont kellett találnia a csapatnak – végül sikerült megegyezni Oakland városával, és még egy évet maradhatott a Raiders.

## Logó és mez
A Raiders csapatszínei az ezüst, és a fekete 1963 óta. Az első három évben fekete sisakban, aranyszínű nadrágban, és fekete, vagy fehér mezben léptek pályára. Azóta a sisak, és a nadrág ezüst színű, a hazai mez fekete, az idegenbeli pedig fehér.
Logójuk apró változtatásoktól eltekintve nem változott a kezdetek óta. A logó egy címerpajzs, amelynek felső részén a „Raiders” szó található, a közepén pedig két kard keresztbe téve, illetve egy kalóz, vagy „fosztogató” feje egy régi típusú fejvédőben.

## Raider Nation
A Raider Nation (Raider Nemzet) kifejezés a csapat fanatikus, rendkívül elkötelezett rajongótáborára utal. A Nation-nek van a McAffee stadionban egy ún. „fekete lyuk” nevű helye (kb., mint a B-közép), ahol a legelszántabb, legőrültebb szurkolók foglalnak helyet. Mivel a csapat sokáig Los Angeles-ben székelt, a városban a mai napig óriási a csapat támogatottsága, de ez igaz az egész Bay Area területre. A csapat hazai mérkőzései előtt általában már három nappal kint vannak a stadion előtt az ultrák, akik ott tartanak bemelegítő partikat.
A „nemzet” kifejezés a szurkolók nagy számára, valamint arra utal, hogy az ország minden területén fellelhetőek. Rickey Dudley, a csapat volt játékosa mondta, hogy bár általánosan elfogadottnak tartják, hogy a Dallas Cowboys „Amerika csapata”, ő úgy érzi, hogy ez a titulus a Raiders-nek jár.
Arra, hogy mitől lett ilyen népszerű a csapat, többféle teória létezik. Vannak, akik azt mondják, hogy Oakland túlnyomórészt munkásosztálybeli, többfajú lakossága az oka. Mások – és ez a valószínűbb – a csapat "egyedül az egész világgal szemben" attitűdjét, valamint a tulajdonos Al Davis „fenegyerek” imázsát hozzák fel, mint lehetséges okot. A csapatra mindig is jellemző volt az agresszív játékstílus, de ez a legprominensebben a 70-es, 80-as években – a legsikeresebb időszak – jelentkezett, mikor a védelmükben brutálisan kemény játékosaik voltak. Ilyenek voltak például a linebacker Ted Hendricks, akit az „Őrült Gólya” néven emlegettek, vagy a safety Jack „Az Orgyilkos” Tatum, aki 1978-ban egy előszezon mérkőzésen a Patriots elkapójába, Darryl Stinglerbe olyan keményen beleszállt, hogy az deréktől lefelé megbénult. Chuck Noll, a Steelers egykori vezetőedzője, egyszer a Raiders defensive back-jeit nemes egyszerűséggel „bűnöző elemeknek” titulálta egy interjú során. Természetes, hogy ez vonzó volt a tömegek számára.
A szurkolókról két San Diegó-i professzor egy kétkötetes könyvet is írt „Better to Reign in Hell” címmel (kb. „Inkább uralkodom a pokolban”). Ez John Milton Elveszett paradicsomából származik, mely műben a Sátán azt mondja, hogy „Inkább uralkodom a pokolban, mint szolgálok a mennyben”.
Ismert zenészek is vannak a „nemzet” tagjai között, ilyenek például Ice Cube, az ismert színész-rapper, Dr. Dre és Eazy-E is az egykori N.W.A frontemberei, a Slayer két gitárosa, Kerry King, és Jeff Hanneman, vagy James Hetfield, a Metallica frontembere. Ez utóbbi addig elment, hogy 2003-ban a Metallica egy ingyenes koncertet tartott a Raiders stadion parkolójában a Titans-szal szembeni konferenciadöntő előtt.

## Játékosok

### Jelenlegi játékosok
Sablon:NFL roster

### A Pro Football Hall of Fame tagjai
| Oakland/Los Angeles Raiders Hall of Famerek |                  |             |                                   |                            |
| No.                                         | Játékos          | Beválasztva | Pozíciók                          | A Raiders-ben töltött évek |
| 32                                          | Marcus Allen     | 2003        | HB                                | 1982–1992                  |
| 25                                          | Fred Biletnikoff | 1988        | WR                                | 1965–1978                  |
| 16                                          | George Blanda    | 1981        | QB, K                             | 1967–1975                  |
| 24                                          | Willie Brown     | 1984        | CB                                | 1967–1978                  |
| 87                                          | Dave Casper      | 2002        | TE                                | 1974–1980, 1984            |
| —                                           | Al Davis         | 1992        | Csapatvezető, Liga adminisztrátor | 1963–1965, 1966–2011       |
| 22                                          | Mike Haynes      | 1997        | CB                                | 1983–1989                  |
| 83                                          | Ted Hendricks    | 1990        | LB                                | 1975–1983                  |
| 75                                          | Howie Long       | 2000        | DE                                | 1981–1993                  |
| —                                           | John Madden      | 2006        | Vezetőedző                        | 1969–1978                  |
| 00                                          | Jim Otto         | 1980        | C                                 | 1960–1974                  |
| 78                                          | Art Shell        | 1989        | OT                                | 1968–1982                  |
| 63                                          | Gene Upshaw      | 1987        | G                                 | 1967–1981                  |

## Edzők
- Eddie Erdelatz, 1960–1961, 6 győzelem, 10 vereség
- Marty Feldman, 1962, 2 győzelem, 15 vereség
- Red Conkright, 1962, 1 győzelem, 18 vereség
- Al Davis, 1963–1965, 23 győzelem, 16 vereség, 3 döntetlen
- John Rauch, 1966–1968, 33 győzelem, 8 vereség, 1 döntetlen
- John Madden, 1969–1978, 103 győzelem, 32 vereség, 7 döntetlen
- Tom Flores, 1979–1987, 83 győzelem, 53 vereség
- Mike Shanahan, 1988–1989, 8 győzelem, 12 vereség
- Art Shell, 1989–1994, 54 győzelem, 38 vereség
- Mike White, 1995–1996, 15 győzelem, 17 vereség
- Joe Bugel, 1997, 4 győzelem, 12 vereség
- Jon Gruden, 1998–2001, 38 győzelem, 26 vereség
- Bill Callahan, 2002–2003, 15 győzelem, 17 vereség
- Norv Turner, 2004–2005, 9 győzelem, 23 vereség
- Art Shell, 2005–2006, 2 győzelem, 14 vereség
- Lane Kiffin, 2007–2008, 5–15
- Tom Cable, 2008–2010, 17–27
- Hue Jackson, 2011, 8–8
- Dennis Allen, 2012–2014, 8–28
- Tony Sparano, 2014, 3–9
- Jack Del Rio, 2015–2017, 25–23
- Jon Gruden, 2018–2021, 22–31